# Macrobe
Pour les articles homonymes, voir Macrobe (homonymie).
Œuvres principales
- Commentaire au Songe de Scipion
- Saturnales

Macrobe (Flavius Macrobius Ambrosius Theodosius) est un écrivain, philosophe et philologue latin, auteur des Saturnales, et du Commentaire au Songe de Scipion. Il est né vers 370 à Sicca, dans la Province romaine d'Afrique. C'est avec saint Augustin et Cassiodore l'un des « passeurs de témoin » à la fin de l'Antiquité romaine, notamment en ce qui concerne la question de l'âme.

## Biographie
Les œuvres de Macrobe sont relativement connues depuis longtemps - en fait, ses ouvrages sont lus  tout au long du Moyen Âge -, mais on ne sait rien ou pratiquement rien sur leur auteur. Son patronyme est incertain, puisqu'il se désigne lui-même, ou est désigné parfois sous le nom de Theodosius. Il existe de fortes présomptions pour que Macrobe et le poète Avianus ne soient qu'une seule et même personne. Diverses conjectures en ont fait un citoyen romain d'Afrique du Nord, d'autres un patricien espagnol venu exercer une carrière de haut fonctionnaire à Rome. On sait donc qu'il fut un haut fonctionnaire de l'Empire romain, puisque les incipit des manuscrits portent la mention : « vir clarissimus et illustris ». Clarissimus signifie que l'on appartient à l'ordre sénatorial; ce que l'on pourrait appeler l'illustrat signifie que l'on est préfet du prétoire ou préfet de la Ville (de Rome). Selon A. Cameron, il aurait été préfet du prétoire en 430.
De très récents travaux permettent de le situer dans la mouvance de la famille des Symmaque, puisque les recherches érudites sur les manuscrits ont permis d'identifier un petit-fils de Macrobe dans une souscription de divers manuscrits portant aussi la mention d'un descendant des Symmaque. Le fils de Macrobe, dont il parle avec tendresse au début du commentaire au Songe de Scipion, s'appellerait Flavius Macrobius Plotinus Eusthatius et son petit-fils s'appellerait Flavius Macrobius Plotinus Eudoxus.

## Œuvres
De Macrobe, nous ne connaissons que peu de textes. Son œuvre majeure, les Saturnales, précède de peu un ouvrage qui lui aussi est dédié à son fils et qui est un commentaire à un passage du livre 6 du De Re publica (De la République) dans lequel Cicéron narre le « Songe de Scipion ». Macrobe rédige ainsi un Commentaire au Songe de Scipion. Selon certains auteurs, la date de composition des Saturnales, comme la date du Commentaire au Songe de Scipion seraient à placer après 430.
Moins connu que les deux œuvres précédentes, on a encore de Macrobe un traité de grammaire sur les différences et ressemblances entre le grec et le latin.

### Les Saturnales
Les Saturnales (Convivia primi diei Saturnaliorum) (entre 420 et 430). Les Saturnales de Macrobe appartiennent au genre littéraire du banquet philosophique (symposion), qui remonte au Banquet de Platon. Sous forme de dialogues socratiques, douze interlocuteurs devisent, au cours de  repas pris en commun lors des Saturnales, de divers sujets religieux (fêtes religieuses romaines et en premier lieu, des Saturnales. La discussion porte sur l'histoire et la philosophie et atteint un sommet avec une explication de l'œuvre de Virgile. Peut-être ce banquet est-il fait sur le modèle des Deipnosophistes du Grec Athénée. On trouve aussi dans ce dialogue de nombreux renseignements sur l'usage des aliments et leurs propriétés. Le second livre, qui est, avec le livre 7, le plus directement héritier des propos de table sympotiques, présente le récit de nombreux bons mots de personnages illustres (Cicéron et Auguste en particulier).

### Le Commentaire au Songe de Scipion de Cicéron
Le Commentaire au Songe de Scipion de Cicéron (Commentarium in Ciceronis Somnium Scipionis) (vers 430) est d'une importance particulière, car il a permis à la partie du livre VI du De Republica de Cicéron de parvenir à la postérité alors que le reste de l'ouvrage disparaissait presque tout à fait. Le Songe de Scipion, c'est-à-dire le texte même de Cicéron, était ajouté sur les manuscrits médiévaux en annexe au Commentaire de Macrobe. 
Les paragraphes 9 à 29 du livre VI de La République racontent un songe (c'est donc une fabula dit Macrobe, une fiction littéraire) que fait Scipion Émilien en 149 av. J.-C., alors que, jeune commandant de légion, il vient en Afrique pour participer à la troisième guerre punique. Accueilli par le roi Massinissa, il passe la soirée à écouter ses souvenirs concernant Scipion l'Africain et Paul Émile. Une fois couché, il rêve qu'il s'élève vers les régions célestes, où il est accueilli par ses deux aïeuls. Ils lui montrent et lui expliquent le mécanisme du cosmos et le principe de l'immortalité de l'âme ; ils lui disent que la destinée de l'âme des hommes politiques justes s'élève au ciel après leur mort, où ils jouissent d'une béatitude éternelle.
Illustrations d'un manuscrit du XIIe siècle du Commentaire au Songe de Scipion de Cicéron :

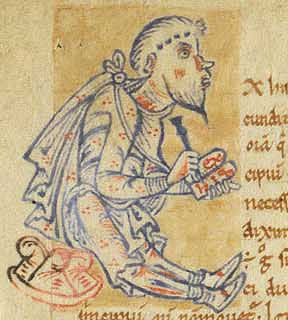
Lettrine représentant un homme écrivant, probablement Macrobe.
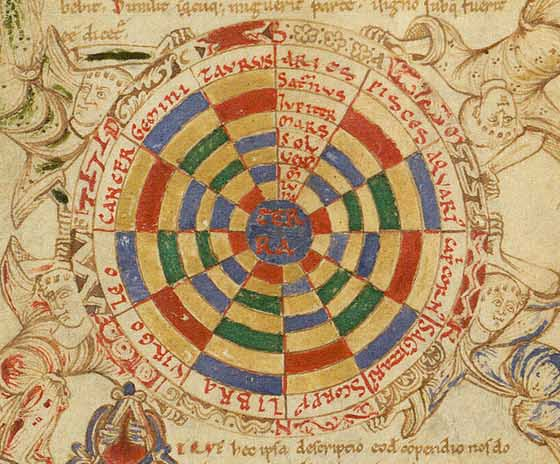
L'univers, la Terre entourée des sept planètes et du zodiaque.
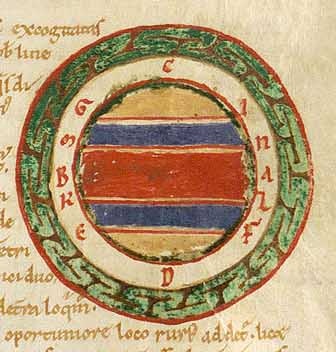
Les cinq zones climatiques, polaires en jaune, tempérées en bleu, torride en rouge.
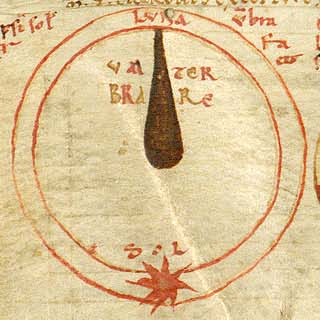
Éclipse de Lune.

## Publications

### LesSaturnales
- Édition princeps des Saturnalia, Venise, 1472.
- Opera. Accederunt integrae Isacii Pontani, Joh. Meursii, Notae et Animadversiones. Editio novissima cura indice Rerum et Vocum... and Harper, 1694. Contrefaçon anglaise de la recension faite sur trois manuscrits de Leyde en 1670. Recueil des deux principaux traités : Le Songe de Scipion et les Saturnales
- Macrobe, Saturnales. Texte latin et trad. française par H. Bornecque et F. Richard. Classiques Garnier, Paris, 1937.
- Macrobius, Saturnalia. Ed. Iacobus Willis (= James A. Willis). 2 vols. Leipzig, Teubner, 1963.
- Macrobio Teodosio, I Saturnali, introduction, texte latin, traduction italienne et notes de N. Marinone. UTET, Turin, 1967. (Recommandée par Guittard, p. 355.)
- Les Saturnales, livres 1 à 3, introduction, traduction et notes par Charles Guittard ; Paris, Les Belles Lettres, coll. "La roue à livres", 1997. (Ne donne pas le texte latin. Le second volume, devant comprendre les livres 4 à 7, n'est pas publié à la date du 7 mars 2007. Voir)
- en ligne la traduction des Saturnales
- Macrobe, Saturnales, t. 2, livres 2 et 3, texte établi par B. Goldlust, traduit et annoté par B. Goldlust (l. 2), et Y. Berthelet, N. Cavuoto-Denis, Th. Guard, B. Poulle et C. Sensal (l. 3), Paris, CUF, 2021

### LeCommentaire sur le Songe de Scipion, de Cicéron
- Éditions latines depuis 1472 (Édition de Jenson, Venise = editio princeps).
- Ambrosii Theodosii Macrobii Commentarii in Somnium Scipionis, edidit Iacobius Willis - 1963 (1970) Jacob Teubner.

### Édition bilingue latin/français
- Macrobe (trad. Mireille Armisen-Marchetti), Commentaire au songe de Scipion : Tome I, Paris, Les Belles Lettres, 2001, 339 p. (ISBN 9782251014203)
- Macrobe (trad. Mireille Armisen-Marchetti), Commentaire au songe de Scipion : Tome II, Paris, Les Belles Lettres, 2003, 320 p. (ISBN 9782251014326) Édition bilingue latin/français. Introduction, traduction et notes de Mireille Armisen-Marchetti. In Ciceronis Somnium Scipionis.
- en ligne la traduction du Commentaire au Songe de Scipion

### Œuvres complètes
- Trois éditions complètes des œuvres de Macrobe ont vu le jour en langue française:

1. chez Firmin Didot en 2 volumes en 1827, traduction de Charles de Rosoy (traduction seulement)
2. chez Dubochet en 1 volume en 1845, sous la direction de Désiré Nisard (avec le texte latin)
3. chez Panckoucke en 3 volumes en 1845-1847, traduction de Henry d'Escamps, Nicolas Auguste Dubois, E.-M.-P. Laas d'Aguen, Abdolonyme Ubicini et Desiderio Martelli (avec le texte latin)

- Il existe également une édition des œuvres complètes en latin : Macrobius, Opera omnia, éd. F.R. Eyssenhardt, Leipzig, Teubner, 1868, 665p.